# Mikoláš Tuček
Mikoláš Tuček (* 13. prosinec 1977 Praha) je český herní novinář, moderátor a influencer s působností v tištěných periodicích, televizi a také na youtube a facebooku. Působil jako redaktor, zástupce šéfredaktora a šéfredaktor herního magazínu Score. Moderoval pořady Game Page, Applikace, Re-play, New Game+ a BLate Night Show. Podílel se na projektech Frag.cz, Premiership.cz. Založil projekt Linka 451 aneb zachraňte knížky. Účastník internetové vědomostní soutěže Fotbalový milionář.
Měl čtyři velmi úspěšné kampaně (plnění nad 120% oproti původnímu plánu) na portále Startovač.cz. Jedním z projektů je sbírka na vydání jeho vlastní knihy Kniha 42
Tuček je dvojnásobným držitelem titulu Juniorský mistr ČR v baseballu. Je znám pod přezdívkou „Tukan“.

## Osobní život a studia
Mikoláš Tuček se narodil v Praze roku 1977. Je ženatý, má tři dcery, se kterými žije v Roztokách.
Střední školu absolvoval v letech 1993 až 1997. Docházel na Gymnázium Arabská na Praze 6. Studoval bakalářské studium na FSV Univerzity Karlovy obor Mediální studia, které ovšem nedostudoval.

## Projekty a profesní kariéra

### Herní magazín Score
Mikoláš působil jako redaktor v herním magazínu Score. V roce 2001 přebírá pozici šéfredaktora po Tomáši Zvelebilovi. V časopisu následně zastával různé pozice (šéfredaktor, zástupce šéfredaktora a podobně) až v roce 2013 znovu post šéfredaktora opouští a předává ho Janu Vrobelovi. V současnosti v magazínu stále aktivně působí a věnuje se plným hrám. Pro časopis Score moderoval pořady Volejte šéfredaktorovi a SCORE Live.
Jako redaktor se zkušenostmi v herním prostředí je občas přizván jako komentátor k nějaké události s tím související.

### Game Page
V roce 2003 se Mikoláš Tuček začal autorsky podílet na prvním televizním pořadu věnovaném hrám – Game Page. Spolupráce přetrvala až do roku 2012, kdy byl pořad zrušen.

### Re-Play
Pořad Re-Play původně začínal jako čistě internetový pořad o hrách. Bylo možné ho vídat i na Public TV. V roce 2011 se Re-Play přesunul na televizní stanici Prima Cool a stal se jejím prvním nepřevzatým pořadem. Re-Play moderoval Mikoláš Tuček s Alžbětou Trojanovou až do roku 2019, kdy se tato dvojice společně se skupinou autorů tohoto pořadu přesunula na Televizi Seznam, kde spustili pořad New Game +. Re-Play nicméně zůstal na televizní stanici Primy s pozměněným štábem a novými moderátory.

### Applikace
Od ledna 2014 do konce roku 2016 Mikoláš Tuček moderoval pořad o mobilních aplikacích Applikace běžící na Prima Cool. Zároveň je šéfredaktorem tištěného magazínu Applikace.

### BLate Night Show
V lednu 2018 začal vydávat nepravidelně satirický pořad BLate Night Show, který sám uvádí. BLate Night Show komentuje aktuální dění, se zaměřením na youtube celebrity, herní svět a politiku. Hned v úvodním dílu se věnoval prezidentské volby v ČR v roce 2018.
Vedlejším produktem projektu BLNS je občasník Kultivovaný Klub Knižního Kamaráda, zkráceně KKKK, věnující se knihám.
Po vydání nulté série BLNS obsahující 20 dílů, založil projekt na Startovači a požádal o financování dalšího pokračování tohoto projektu.
V září 2019 opět úspěšně požádal o financování dalších sérií BLNS.

### New Game +
Od března 2019 působí Mikoláš spolu s Alžbětou a rozšířenou původní redakcí Re-Play v novém pořadu New Game + na Televizi Seznam. Pořad má mírně změněný koncept, nejzásadnější změnou je souběžné online vysílání pořadu na Twitchi včetně možnosti následné diskuze s moderátory po odvysílání dílu pořadu.

### Linka 451 aneb zachraňte knížky
V dubnu 2020, na začátku pandemie covidu-19 v Česku založil na Startovači kampaň pro podporu knižních vydavatelů. V kampani požadoval 100 000 Kč a úspěšnost byla 3165 % s konečnou částkou 3 165 900 Kč.
Kampaň byla založena na možnosti podpořit vydavatele výběrem balíčku v hodnotě 1000 Kč, který bude obsahovat knihy, či komiksy dle výběru vydavatele v přibližně dvojnásobné (tržní) hodnotě. Podpora vydavatelů vznikla poté, co se ukázalo, že významná část distributorů chce vydavatelům pozastavit platby z důvodu uzavřených knihkupectví kvůli pandemii covidu-19 v Česku.
V druhé fázi projektu spustili autoři projektu eshop v duchu této kampaně.

### NVIDIA GEFORCE Podcast
Od července roku 2020 moderuje pořad NVIDIA GEFORCE Podcast vysílaný na YouTube na kanále české pobočky společnosti NVIDIA a také alternativně ve formě podcastu na Spotify.
Pořad se věnuje aktuálními událostmi ve světě her a také rozhovorům s českými osobnostmi z herního světa.

### Nezávislý moderátor

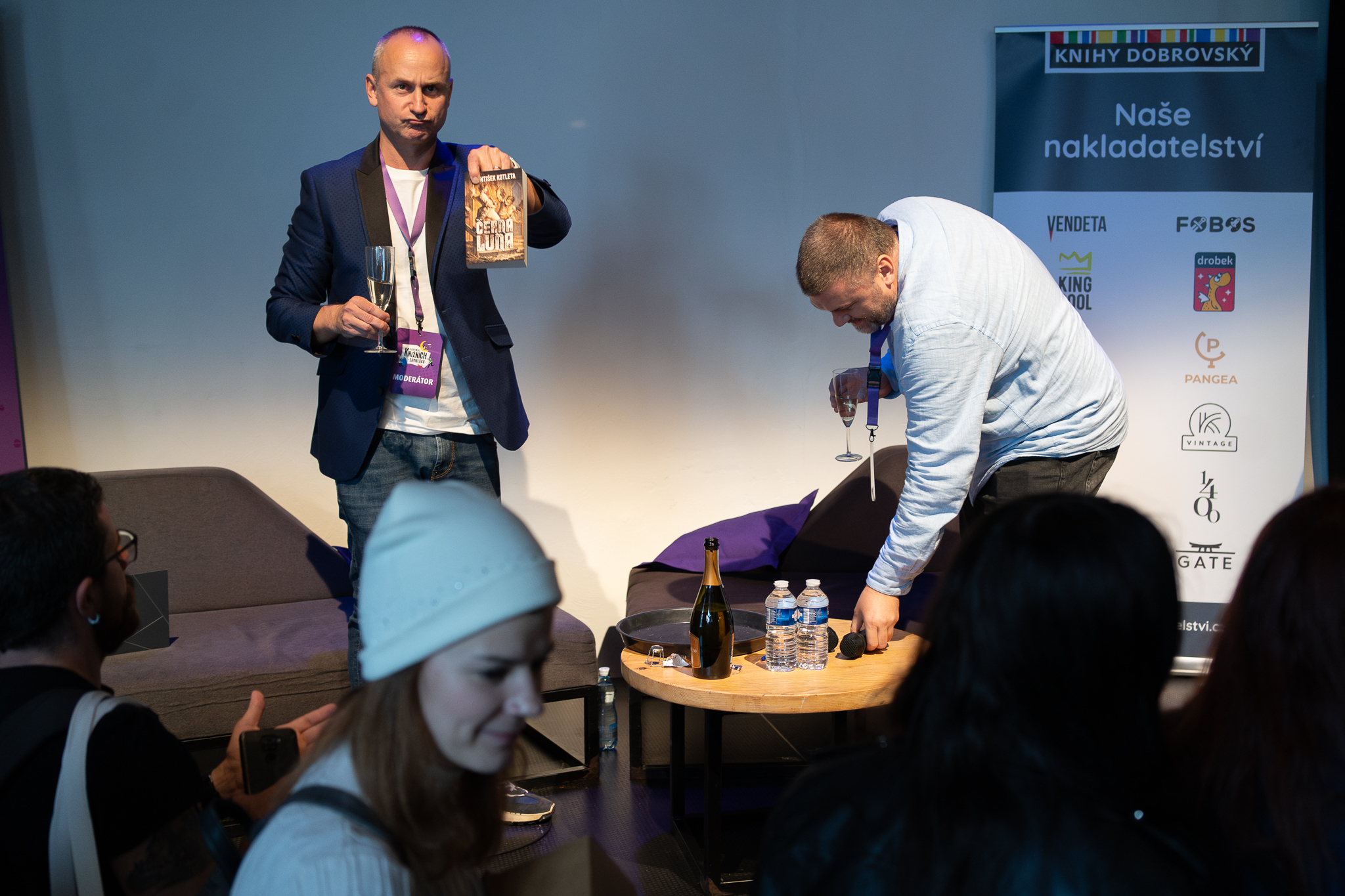
Mikoláš Tuček a František Kotleta

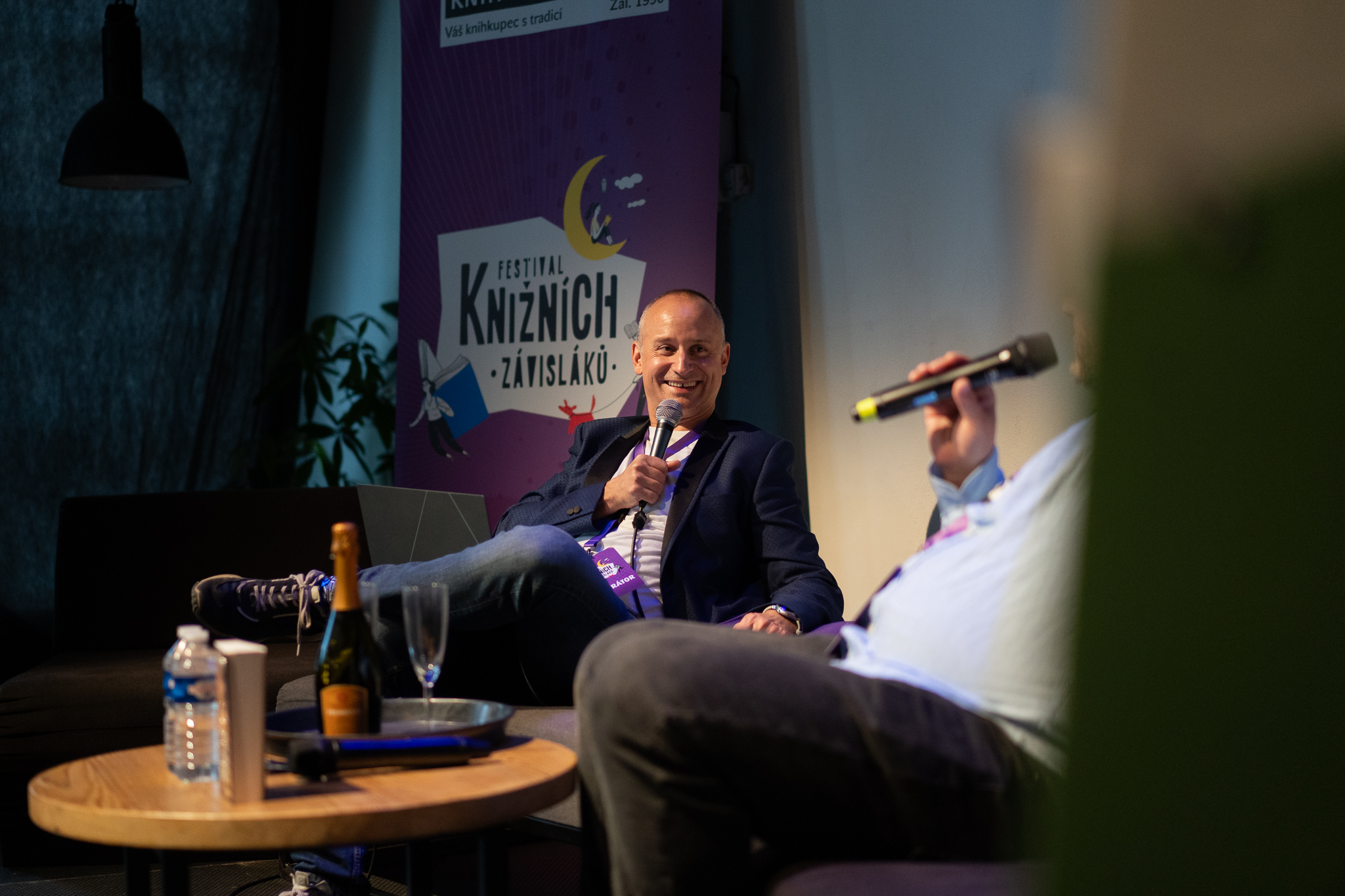
Mikoláš Tuček v roli moderátora

Mikoláš působí příležitostně u různých akcí jako moderátor, které více, či méně souvisí s jeho vztahem k ICT technologiím. Například esport akci CZC.cz iSportCupu ve FIFA 19, nebo Red Bull Generace Gamer: Talkshow o hrách a esportu.

### Spolupráce s Alza.cz
Delší dobu[kdy?] spolupracuje s Alza.cz na propagaci produktů, služeb a knih.

### Football Fanatic’s
Založil občasník Football Fanatic’s, kde se věnuje téměř výhradně o anglickém fotbale a Premier League.
Jako znalce dění v anglické lize si jej již několikrát pozvali jako komentátora k některým událostem.
V květnu 2022 se pořad přesunul na CNN Prima News, kde je vysílán vždy ve čtvrtek v 15:45.

### POP COOLT
27. září 2023 oznámili Mikoláš společně s Alžbětou Trojanovou společný projekt nového pořadu POP COOLT na Prima Cool. Nový pořad bude informovat o seriálech, filmech, komiksech, hrách a knihách. Jedná se o společný projekt s Alžbětou, včetně společného moderování jako v původním Re-play.

### Poslední Podcast
30. června 2025 společně s Alžbětou Trojanovou představili první epizodu společného podcastu s názvem "Poslední Podcast".

## Host v televizních a jiných pořadech
- Rozhovor v Magazín Aktuálně.cz Mikoláš Tuček: Hry jsou úžasná věc, ale život je tam venku! (21. 5. 2014)[44]
- Dokument Sky Production [DOKUMENT] Mikoláš Tuček - Dělám co mě baví (14. 1. 2017)[45]
- Rozhovor v Magazín Aktuálně.cz Možná nás zakážou, říká moderátor Tuček. Okamuru přirovnal k Pérákovi pro 21. století (3. 9. 2018)[25]
- Odborník na hry v pořadu Duel: Fenomén hry Fortnite. Máte se bát, když ji vaše dítě hraje? (27. 2. 2019)[46]
- Host pořadu U Kulatého stolu Mikoláš Tuček: Věřím, že nová Mafie bude pecka. Na Seznamu jsme mohli vytvořit nejlepší herní pořad (9. 9. 2020)[47]
- Host pořadu Alžběta Trojanová a Mikoláš Tuček - Wole Show #5 (24. 4. 2021)[48]
- Host pořadu STANDASHOW: Mikoláš Tuček na férovku o MS v Kataru: Je to nesmysl, mrtví dělníci tam jsou norma... (24.11.2022)[49]
- Host pořadu RECAST: Alžběta Trojanová a Mikoláš Tuček - RECAST (1.12.2023)[50]